# ᶆ
ᶆ, appelé m crochet palatal, est une lettre latine utilisée auparavant dans l'alphabet phonétique international, rendue obsolète en 1989, lors de la convention de Kiel.

## Utilisation
La lettre ᶆ était utilisée pour représenter une nasal bilabiale palatalisée. Après 1989, la lettre est changée pour mʲ.

## Représentations informatiques
Le m crochet palatal peut être représenté avec les caractères Unicode suivants : 
- précomposé (Alphabet phonétique international, diacritiques) :

| formes    | représentations | chaînes de caractères | points de code | descriptions                              |
| --------- | --------------- | --------------------- | -------------- | ----------------------------------------- |
| minuscule | ᶆ               | ᶆ                     | U+1D86         | lettre minuscule latine m crochet palatal |

- décomposé et normalisé NFD (Alphabet phonétique international, diacritiques) :

| formes    | représentations | chaînes de caractères | points de code | descriptions                                          |
| --------- | --------------- | --------------------- | -------------- | ----------------------------------------------------- |
| minuscule | m̡               | m◌̡                    | U+006D U+0321  | lettre minuscule latine m diacritique crochet palatal |